# Adarnaz II. od Tao-Klardžetije
Adarnaz II. od Tao-Klardžetije, nekada i Adarnaz I. (gruz. ადარნასე), iz dinastije Bagrationi, bio je knez i suvladar Tao-Klardžetije sa svojom braćom - Bagratom I. Kuropalatom i Guaramom Mampalijem - noseći naslov eristavt-eristavi (vojvoda od vojvodâ (830. – 870.)
Ime Adarnaz potječe od srednjoperzijskog Ādurnarsēh, koje nadalje proizlazi od avestičkog nairyō.saŋya. Srednjoperzijsko ime Narseh ima u gruzijskom jeziku kao inačicu ime Nerse. Ime Ādurnarsēh pojavljuje se u armenskom jeziku kao Atrnerseh.
Adarnaz je bio najstariji sin gruzijskog predsjedavajućeg kneza Ašota I. i naslijedio je sve zemlje zapadno od lanca Arsiani, osim Šavšetije i Donjeg Taoa (danas u Turskoj).
Adarnaz je bio vjenčan za Bevreli, kćer abazgijskog kralja Bagrata I. U jednom trenutku, Adarnaz ju je natjerao da se povuče u samostan u kojem je živjela i umrla kao Anastazija. Nakon Adarnazeove smrti oko 870. godine, njegovo je vlasništvo podjednako podijeljeno među sinovima: Gurgen je dobio Tao, a Sumbat Klardžetiju. Adarnazov drugi sin Ašot Lijepi umro je 867. godine. To se vjerojatno dogodilo za Adarnazova života jer Ašot nije naveden među njegovim nasljednicima.